# Störfaktor

Störvariable Z als Ursache für X und Y

Störfaktor (nicht zu verwechseln mit Störparameter oder Störgröße), auch Störvariable oder Drittvariable genannt, ist ein Begriff aus der Empirie bei Experimenten. Es sind all jene Faktoren, welche sowohl die abhängige Variable als auch die unabhängige Variable beeinflussen können und nicht manipuliert werden. Dies können Merkmale von Versuchspersonen oder äußere Faktoren sein. Drittvariablen sind als alternative oder konkurrierende Erklärungen zur Ausgangshypothese des Forschungsproblems zu sehen. Zur Kontrolle von Störfaktoren gibt es spezielle Techniken. 
Unter einem Confounder (engl. für ‚Störfaktor‘, von lateinisch confundere ‚verwechseln, vermischen, zusammengießen‘) oder eingedeutscht Konfundierungseffekt versteht man innerhalb von epidemiologischen Studien einen Störfaktor, der mit zwei Faktoren der Beobachtung, nämlich der Exposition sowie dem Endpunkt, in Beziehung steht. Ein Confounder ist eine Variable, die das Auftreten eines Risikofaktors und den beobachteten Endpunkt gleichzeitig mitbestimmt. Die beobachtete Exposition ist nicht die alleinige Ursache für die beobachtete Wirkung – diese wird zumindest teilweise von einem Confounder hervorgerufen.

## Bedingungen für Konfundierung
In einem Experiment wird getestet, ob eine Zufallsvariable {\displaystyle X} Einfluss auf eine Zufallsvariable {\displaystyle Y} hat. Beeinflusst aber neben der bekannten Variable {\displaystyle X} auch eine unbekannte Störvariable {\displaystyle W} die Zufallsvariable {\displaystyle Y}, dann spricht man von Konfundierung. Wenn eine dritte Variable zwei Zufallsvariablen beeinflusst, dann wird die kausale Interpretation der Effekte verfälscht. Zeitlich zwischen unabhängige und abhängige Variable tretende Drittvariablen heißen intervenierende Variablen; eine zeitlich sowohl der unabhängigen als auch der abhängigen Variable vorangehende Drittvariable nennt man antezedierende Variable. Eine Konfundierung ist von zwei Bedingungen abhängig:
1. Eine Störvariable {\displaystyle W} hängt mit der unabhängigen Variable {\displaystyle X} stochastisch zusammen.
2. Eine Störvariable {\displaystyle W} verändert den regressiven Zusammenhang zwischen der abhängigen Variable {\displaystyle Y} und der unabhängigen Variable {\displaystyle X}.

Mathematisch ausgedrückt ist eine Regression {\displaystyle \operatorname {E} (Y\mid X)} konfundiert, wenn gilt, dass:
1. Die Ereignisse {\displaystyle X=x} und {\displaystyle W=w} stochastisch abhängig sind und
2. {\displaystyle \operatorname {E} (Y\mid X=x)\neq \operatorname {E} (Y\mid X=x,W=w)}

## Quellen von Störfaktoren

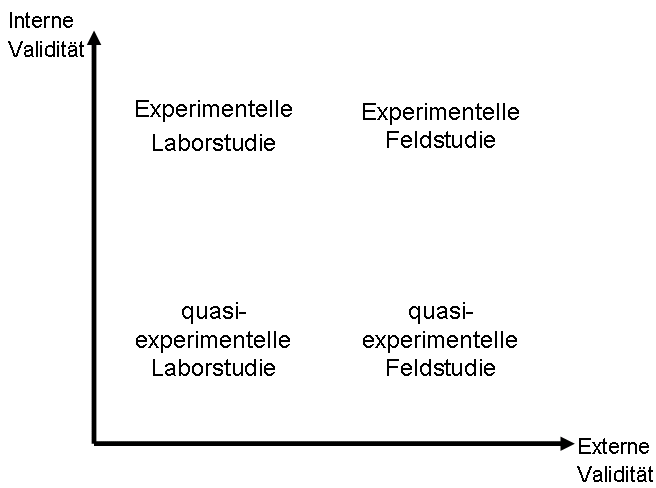
Interne und externe Validität bei Experiment und Quasi-Experiment